# Edward Spears
Edward Louis Spears (7. srpna 1886 v Passy, Paříž – 27. ledna 1974 v Ascotu v Anglii) byl britský voják, který se obzvláště vyznamenal během druhé světové války.

## Životopis
Narodil se ve Francii v roce 1886, kde tehdy žili jeho rodiče Charles McCarthy Spiers a Melicent Marguerite Lucy Hack. Edward Spears strávil mládí mezi Francií, Švýcarskem a Irskem.
V šestnácti letech vstoupil do armády u 3. praporu Royal Dublin Fusiliers (Kildare Rifles Militia) a 14. listopadu 1903 se stal poručíkem. V roce 1906 byl povýšen do hodnosti aktivního poručíka u 8. královského irského husarského pluku a v roce 1910 byl převelen k 11. husarskému pluku Prince Albert's Own.
Jako dočasný kapitán byl v roce 1914 přidělen k vojenskému zpravodajskému sboru (Intelligence Corps). Jeho plynná znalost francouzštiny, kterou mluvil bez přízvuku, z něj během první světové války udělala styčného důstojníka mezi britskými a francouzskými ozbrojenými silami na západní frontě.
Byl čtyřikrát zraněn a 18. února 1915 obdržel Vojenský kříž a v roce 1917 důstojnický kříž Čestné legie.
V letech 1917–1919 byl vedoucím britské vojenské mise ve Francii v hodnosti brigádního generála a v roce 1919 byl povýšen na velitele Řádu britského impéria a v roce 1920 komandéra Čestné legie.
Jako čestný brigádní generál byl jmenován členem Řádu lázně. Dne 11. ledna 1921 opustil armádu, aby zahájil parlamentní kariéru, během níž byl liberálním poslancem (1922–1924) a poté konzervativním poslancem (1931–1945).
V roce 1940, během druhé světové války, byl plukovníkem v hodnosti generálmajora a osobním zástupcem Winstona Churchilla ve Francii, s nímž ho od roku 1915 pojilo osobní přátelství. Jako styčný důstojník mezi francouzskou a britskou vládou, ale také šéf MI6 ve Francii, se účastnil zasedání Nejvyššího mezispojeneckého výboru, včetně závěrečných konferencí v Briare a Tours ve dnech 11. a 13. června. Churchill, znepokojený možným francouzsko-německým příměřím, pověřil Spearse úkolem navázat kontakt s francouzskými politickými osobnostmi, které se stavěly proti příměří. Spears se poté setkal s různými politickými vůdci, včetně Georgese Mandela a Pierra Mendèse France, a také se pokusil získat Paula Reynauda pro britskou věc, ale bez úspěchu. Dne 17. června 1940 odjel s generálem de Gaullem do Londýna a poté se stal po jeho boku zástupcem britské vlády.
V letech 1941–1942 vedl britskou misi v Sýrii, v letech 1942–1944 se stal zplnomocněným ministrem v Sýrii a Libanonu a v roce 1942 byl povýšen na rytíře Řádu britského impéria. Pokusil se vyhnat Francouze z levantských zemí, ale znovudobytí tohoto území v červenci 1941, bráněného Vichy a poté gaullistickými silami 1. divize Svobodných Francouzů mu v uskutečnění jeho plánu zabránilo.
Podle britské panarabské politiky zahájené během první světové války bylo hlavní hrozbou v regionu především Německo, ale Francouzi i přesto zůstali vetřelci navzdory podmínkám dohody Sykes-Picot z roku 1916, která zavazovala Francouze a Brity.
Spears byl doživotním systematickým kritikem a oponentem generála De Gaulla.
Spears odešel z politiky po porážce ve všeobecných volbách v roce 1945. Dne 14. července 1953 byl jmenován baronem Spearsem z Warfieldu. Zemřel 27. ledna 1974 ve věku 87 let v nemocnici Heatherwood v Ascotu.